# Saison 2 de Top Chef
La deuxième saison de Top Chef, émission de télévision franco-belge de télé-réalité culinaire, a été diffusée sur M6 et sur RTL-TVI du 31 janvier 2011 au 4 avril 2011. Elle a été animée par Stéphane Rotenberg et Agathe Lecaron.
Stéphanie Le Quellec (28 ans) a remporté cette édition et les 100 000 €.
Tiffany Depardieu a quant à elle gagné le prix de Top Chef du web et remporte 10 000 €.

## Participants

### Jury
Le jury est composé des chefs Ghislaine Arabian, Thierry Marx, Christian Constant et Jean-François Piège. Le chef Cyril Lignac intervient comme coach et juré sur les épreuves Coup de feu. Le jury comprend également des personnalités invitées ponctuellement en fonction des thèmes des épreuves.

### Candidats
La saison 2 de Top Chef comporte quatorze candidats,,,. C'est deux candidats de plus que lors de la saison 1.
| Candidat | Candidat             | Âge    | Localisation          | Profession                                                        | Statut                     |
| -------- | -------------------- | ------ | --------------------- | ----------------------------------------------------------------- | -------------------------- |
| ♀        | Stéphanie Le Quellec | 28 ans | Montauroux            | Chef dans le restaurant 2 étoiles Le Favienta                     | Vainqueur                  |
| ♀        | Fanny Rey            | 29 ans | Maussane-les-Alpilles | Second du restaurant 2 étoiles L'Oustau de Baumanière             | Finaliste                  |
| ♂        | Pierre Sang Boyer    | 30 ans | Lyon                  | Chef dans le restaurant gastronomique L'Opéra de Lyon             | Éliminé le 4 avril 2011    |
| ♂        | Paul-Arthur Berlan   | 28 ans | Paris                 | Chef dans le restaurant gastronomique Le Fin Gourmet              | Éliminé le 28 mars 2011    |
| ♀        | Tiffany Depardieu    | 22 ans | Paris                 | Chef de partie, traiteur chez Potel & Chabot et Gourmets du Monde | Éliminée le 21 mars 2011   |
| ♂        | Ronan Kernen         | 33 ans | Toulon                | Chef dans un hôtel restaurant de luxe Kube Murano                 | Éliminé le 14 mars 2011    |
| ♂        | Ludovic Turac        | 22 ans | Marseille             | Second du restaurant 1 étoile Une Table au Sud                    | Éliminé le 7 mars 2011     |
| ♂        | Alexis Braconnier    | 20 ans | Saint-Tropez          | Second de la brasserie Byblos                                     | Éliminé le 28 février 2011 |
| ♂        | David Gilabert       | 28 ans | Paris                 | Professeur de cuisine à l'Atelier des Chefs                       | Éliminé le 21 février 2011 |
| ♂        | Abraham de la Rosa   | 31 ans | Paris                 | Chef de partie de la brasserie de luxe Au Café de la Paix         | Éliminé le 14 février 2011 |
| ♂        | Matthieu Lestrade    | 22 ans | Juan-les-Pins         | Chef de partie dans le restaurant 1 étoile Le park 45             | Éliminé le 7 février 2011  |
| ♂        | Adrien Clauwaert     | 25 ans | Bruxelles             | Chef de partie de la brasserie de luxe La Paix                    | Éliminé le 31 janvier 2011 |
| ♂        | Grégory Delobe       | 29 ans | L'Aigle               | Chef de son restaurant La Pierre qui roule                        | Éliminé le 31 janvier 2011 |
| ♂        | Christophe Bibard    | 31 ans | Paris                 | Chef dans le restaurant traditionnel Le Trend                     | Éliminé le 31 janvier 2011 |

## Déroulement des émissions

### Épisode 1
Cet épisode est diffusé pour la première fois le lundi 31 janvier 2011.

#### 1reépreuve
Les quatorze candidats sont répartis en deux groupes de sept candidats : un groupe dispute une épreuve dans un marché près d'une gare de banlieue parisienne, tandis que le second groupe se retrouve à l'aéroport d'Orly. Les épreuves commencent sitôt les candidats descendus de train ou d'avion.
Les sept candidats du premier groupe ont la charge de réaliser une entrée, un plat et un dessert en une heure trente à partir d'un légume qu'ils tirent au sort au cœur d'un marché. Ludovic se voit attribuer la carotte, Stéphanie la tomate, Alexis la betterave, Abraham la blette, David les petits pois, Christophe la courgette et Adrien le potimarron. Les candidats doivent présenter leurs plats dans des supports originaux. Chaque candidat voit ensuite ses plats dégustés par Jean-François Piège, Thierry Marx et Cyril Lignac, l'un goûtant l'entrée, un autre le plat et le dernier le dessert et jugeant le plat d'un simple « oui » ou « non ». Cinq candidats recueillent trois « oui », Ludovic et Christophe ne recueillant que deux « oui ». Le jury décide finalement d'éliminer Christophe.
Dans le second groupe, les candidats ont pour mission de réaliser des bouchées à partir d'ingrédients trouvés dans une supérette de l'aéroport (sandwiches, chips...). Ils disposent de 40 euros et d'une heure trente. Leurs plats sont jugés par Christian Constant, Ghislaine Arabian et Cyril Lignac. Fanny, Ronan et Mathieu obtiennent trois « oui ». Tiffany obtient également trois « oui », malgré un défaut de présentation provoqué par le vent, ce pour quoi le jury décide de ne pas la pénaliser. Pierre Sang et Paul-Arthur recueillent deux « oui ». Grégory, avec deux « non », est éliminé.

#### Épreuve des chefs
Les douze candidats restants retrouvent les cuisines de Top Chef. Des binômes sont formés et Jean-François Piège demande à chaque binôme de revisiter en trois heures les plats préférés des Français. : Fanny et Abraham ont pour thème la blanquette de veau ; Tiffany et Ronan doivent réaliser une choucroute ; Paul-Arthur et Adrien se retrouvent avec le couscous ; Stéphanie et Pierre Sang revisitent le pot-au-feu ; Ludovic et David ont pour thème le coq au vin ; Mathieu et Alexis héritent du bœuf bourguignon.
Après dégustation et délibération des chefs, les candidats tirent des couteaux d'un socle pour découvrir lesquels d'entre eux risquent l'élimination en dernière chance. Les binômes Ludovic / David et Paul-Arthur / Adrien tirent une lame orange et sont envoyés en dernière chance, tandis que les autres candidats sont qualifiés pour la semaine suivante.

#### Épreuve de ladernière chance
Ludovic, David, Paul-Arthur et Adrien ont une heure pour préparer un plat à base de poisson. Leurs plats sont dégustés à l'aveugle par Jean-François Piège, Thierry Marx, Ghislaine Arabian et Christian Constant. Le jury n'arrivant à départager les deux moins bons plats décide d'inspecter les plans de travail pour prendre en compte la technicité de la réalisation. Le plat de David remporte les faveurs du jury devant celui de Ludovic. Parmi les deux derniers candidats, les chefs décident de sauver Paul-Arthur. Adrien est éliminé,,,,,.

### Épisode 2
Cet épisode est diffusé pour la première fois le lundi 7 février 2011.

#### ÉpreuveCoup de feu
Les onze candidats doivent réaliser des paniers déjeuners composés d'une entrée, d'un plat et d'un dessert sur le mode d'un pique-nique, sans couvert ni assiette, à partir de produits du quotidien. Leur menu doit être transportable dans une boîte. Les menus sont dégustés à l'aveugle par quatre journalistes du magazine Gala : Isabelle de Peufeilhoux, Dominique Vigna, Véronique Roy, Marie-Caroline Malbec et par Cyril Lignac. 
| Panier-déjeuner                                            | Entrée                                | Plat                                         | Dessert                      | Votes | Candidat    |
| ---------------------------------------------------------- | ------------------------------------- | -------------------------------------------- | ---------------------------- | ----- | ----------- |
| Une légère gourmandise                                     | Billes de légumes                     | Galette saumon ricotta                       | Tartine coco abricot         |       | Fanny       |
| Une balade culinaire                                       | Wraps au jambon de pays               | Le chèvre chaud à la poire et fruits confits | (pas de dessert)             |       | David       |
| Un pique-nique autrement                                   | Ballotine de volaille et roquette     | Les carbonara revisitées                     | Gnocchis aux fruits          |       | Ludovic     |
| Un pique-nique contemporain                                | Makis de légumes                      | Le club sandwich revisité                    | Mandarine aux fruits         | 2     | Paul-Arthur |
| World pique-nique                                          | Makis au saumon et wasabi             | Le kebab revisité                            | Le pain perdu                | 2     | Stéphanie   |
| Le pique-nique gourmand au goût d'ailleurs                 | Gnocchis au jambon et féta            | NC                                           | NC                           |       | Abraham     |
| Le pique-nique régime                                      | Canneloni au saumon                   | Sandwich crevettes et avocat                 | Croustillant de tagliatelles |       | Pierre Sang |
| Le pic street                                              | Betterave et roquette au pistou       | Maki rosbeef et fromage                      | Le yaourt à boire            |       | Ronan       |
| Pique-nique les pieds dans l'eau ou les pieds dans l'herbe | Rouleau avocat, saumon et Saint-Moret | Sandwich au pesto                            | Yaourt poire, pomme, abricot |       | Matthieu    |
| Le take away revisité et corrigé                           | Brochette de poulet mariné            | Feuilleté de sardines aux champignons        | Yaourt aux fruits et vanille |       | Tiffany     |
| Souvenir d'enfance sur la plage                            | Cocktail de crevettes au guacamole    | Makis de saumon fumé                         | Mi-choco, mi-fruit           |       | Alexis      |

Marie-Caroline Malbec et Dominique Vigna votent pour le panier de Paul-Arthur. Véronique Roy et Isabelle de Peufeilhoux choisissent le panier de Stéphanie. Les deux candidats sont donc ex æquo avec deux votes chacun.
Cyril Lignac les départage et désigne vainqueur Paul-Arthur qui verra sa recette de pique-nique publiée dans un magazine féminin et qui gagne également une immunité qui le dispense d'épreuve des chefs.

#### Épreuves des chefs
Les candidats, à l'exception de Paul-Arthur qui est immunisé et déjà qualifié, sont répartis en deux groupes.
Le premier groupe, comprenant Fanny, Alexis, Ronan et David, a rendez-vous au Racing Métro 92 avec Jean-François Piège et Christian Constant. En binômes, les candidats doivent réaliser en trois heures un plat et un dessert à base de pâtes pour les rugbymen. Ronan et Alexis réalisent un plat de Mêlée de tagliatelles de la mer imprimées aux herbes et un dessert de Cannellonis de mangue et leur Panna Cotta (présentée en forme de ballon de rugby). Fanny et Alexis  réalisent des ravioles aux artichauts et girolles, suivies de ravioles au chocolat et leur compote de rhubarbe. A la dégustation, les résultats sont annoncés par une cérémonie de tirage de couteaux : le menu de Fanny et David remporte le vote des chefs mais ce sont les assiettes de David et Ronan qui plaisent aux rugbymen. Aucun binôme n'ayant réussi à faire l'unanimité, les quatre candidats partent tous en dernière chance.
Les six autres candidats sont répartis en deux équipes et doivent réaliser en quatre heures un goûter d'anniversaire pour Nino, un enfant de sept ans, et ses amis. L'équipe composée de Tiffany, Stéphanie et Ludovic réalise un buffet sur le thème de la «Fête foraine» et découvre au tirage des couteaux qu'elle fait l'unanimité chez les enfants et les chefs Ghislaine Arabian et Thierry Marx. Pierre Sang, Abraham et Matthieu, avec leur goûter «super héros», vont à l'épreuve de la Dernière chance.

#### Épreuve de ladernière chance
Les chefs demandent aux sept candidats de réaliser une entrée chaude en une heure. L'entrée de seiche frite, compotée de poivron et copeaux de mimolette vieille de David est « coup de cœur » du jury, même si les chefs trouvent que globalement les candidats ont pris peu de risques. Le velouté de potiron à la réglisse de Pierre Sang se classe en second. Les entrées toutes deux à base de foie gras poêlé de Fanny (foie gras poêlé aux légumes, bouillon épicé) puis de Ronan (foie gras poêlé, topinambours et cèpes) sont également qualifiées. L'élimination se joue entre le plat végétarien arrivage du maraîcher d'Abraham, l'œuf mollet' des bois, crème de girolles d'Alexis et le risotto aux châtaignes et champignons des bois de Mathieu. Le jury annonce finalement qu'il élimine le candidat ayant pris le moins de risque et c'est Matthieu qui quitte le concours,,,,,,,,.

### Épisode 3
Cet épisode est diffusé pour la première fois le lundi 14 février 2011.

#### ÉpreuveCoup de feu
Les dix candidats reçoivent une lettre de leur mentor (chef, professeur, proche…). Les mentors ont également préparé pour chaque candidat un panier d'ingrédients à partir duquel les candidats doivent réaliser un plat en une heure quinze en utilisant tous les produits.
Les plats sont jugés par l'ensemble des dix mentors. A la dégustation, Stéphanie recueille cinq voix, devant Alexis (trois voix), Pierre Sang et Ronan (une voix chacun). Stéphanie gagne l'immunité pour l'épreuve des chefs et assure donc sa qualification pour la semaine suivante ; elle gagne aussi l'animation d'un programme court diffusé sur M6 pendant une semaine pour proposer ses recettes.

#### Épreuve des chefs
Les neuf candidats restants sont répartis en deux groupes
Le premier groupe, composé de Pierre Sang, Tiffany, Ronan, Alexis, Ludovic et Paul-Arthur, part camper une nuit en pleine forêt. Ils sont réveillés par des scouts et par les chefs Christian Constant et Thierry Marx. Formés en binômes, ils doivent réaliser, avec les seuls moyens disponibles et un feu de camp, un barbecue de chef pour les scouts et les chefs. Le barbecue du binôme Pierre Sang et Alexis ne convainc ni les chefs ni les scouts et les deux candidats sont envoyés en épreuve de la dernière chance. Les binômes Ludovic/Ronan et Tiffany/Paul-Arthur ne tirent aucune lame orange et sont qualifiés pour la semaine suivante.
Le deuxième groupe doit réaliser en binôme un menu complet en trois heures, sans matière grasse ni sucre. Ils sont jugés par Ghislaine Arabian, Jean-François Piège et le nutritionniste Jean-Michel Cohen. Le binôme Stéphanie et David remporte l'épreuve avec son menu allégé de bouchées de volaille aux saveurs asiatiques, pavé de lieu jaune poêlé, quinoa aux agrumes et sauce au cresson et  ananas rôti, nage de fruits exotiques et muesli à l'avoine. Le binôme Fanny et Abraham, après avoir produit une ballotine de dinde farcie de figues rôties, un filet de lieu et un ananas rôti fondant, avec fromage blanc 0% et fruits frais, part en dernière chance.

#### Épreuve de laDernière chance
Les chefs demandent aux quatre candidats de réaliser un dessert libre en une heure. La poire pochée à la vanille et crème d'amande d'Alexis est saluée par le jury et se qualifie avec la salade de fruits et son pain croustillant de Pierre Sang et la poire rôtie façon Belle-Hélène au gingembre et fruits rouges de Fanny. L'étagée façon tiramisu et sa verrine de fruits rouges ne convainc pas le jury et entraîne l'élimination d'Abraham,,,,.

### Épisode 4
Cet épisode est diffusé pour la première fois le lundi 21 février 2011.

#### L'Épreuvecoup de feu
Les neuf candidats sont répartis par les chefs en trois trinômes pour une épreuve sous forme de relais culinaire : chaque candidat a 20 minutes de cuisine et devra poursuivre les préparations de son prédécesseur, sans savoir ce qu'il a réalisé. L'équipe orange est constituée de (dans l'ordre du relais) Paul-Arthur, Ludovic et Stéphanie, l'équipe grise de David, Fanny et Pierre Sang et l'équipe noire de Alexis, Tiffany et Ronan.
Les trois premiers candidats des trinômes vont au garde-manger : David se saisit des magrets, Paul-Arthur du chevreuil et il ne reste plus que la lotte pour Alexis. Une fois les 20 minutes passées, Ludovic, Fanny et Tiffany prennent le relais et découvrent les préparations qui ont été lancées, tandis que les trois premiers candidats partent en coulisses d'où ils peuvent suivre la suite de l'épreuve sur un écran. Après que les trois derniers candidats sont venus terminer les assiettes, le jury, constitué de quatre anciens candidats de la saison 1 de Top Chef : Pierre Augé, Brice Morvent, David Fricaud et Yoaké San, vient déguster les plats. Les membres du jury donnent chacun leur vote au plat de chevreuil de l'équipe orange. Paul-Arthur, Stéphanie et Ludovic remportent donc un avantage pour l'épreuve suivante.

#### Épreuve des chefs
Les neuf candidats sont répartis en deux groupes : trois candidats vont devoir affronter les anciens candidats qui les ont jugés lors de l'épreuve précédente, tandis que les six autres iront cuisinier dans un hôtel.
Dans le premier groupe, Ronan, Ludovic et Alexis vont devoir chacun se mesurer en duel à un des quatre anciens candidats autour d'un ingrédient imposé. Ludovic, qui faisait partie de l'équipe gagnante de l'épreuve coup de feu, peut choisir son adversaire en premier et désigne Pierre. Ronan choisit ensuite David et Alexis choisit Brice. Les duels ont lieu dans des cuisines séparées : Ronan et David Fricaud s'affrontent sur le chou, sans savoir qu'Alexis et Brice Morvent s'affrontent sur la pomme, et aucun des quatre ne sait que Ludovic et Pierre Augé se livrent un duel autour de l'œuf. La victoire se joue à la majorité des points sur les trois duels.
Ce sont les candidats (anciens et nouveaux) eux-mêmes qui dégustent et départagent à l'aveugle les plats de leurs camarades. Alexis et Brice Morvent dégustent les plats d'œuf, Pierre Augé et Ludovic goûtent les plats de chou, tandis que Ronan et David Fricaud jugent les plats de pomme. Les votes sont dépouillés et les « nouveaux » candidats découvrent qu'ils ont voté les uns pour les autres se donnant donc trois points. Par contre, Pierre Augé ayant donné son point à l'assiette de Ronan, les nouveaux candidats ont acquis la majorité des points par rapport aux anciens et se qualifient tous les trois pour la semaine suivante.
Les six autres candidats se retrouvent dans un grand hôtel parisien et vont devoir réaliser des plats qui s'accordent avec trois boissons : champagne, soda et thé. Ayant remporté l'épreuve coup de feu avec Paul-Arthur, Stéphanie compose les duels et choisit notamment de prendre Tiffany comme adversaire tandis que Paul-Arthur désigne les boissons attribuées à chaque duel.
| Duel           | Candidats   | Boisson            | Plat                                                                                             | Jury                                    | Vainqueur   |
| -------------- | ----------- | ------------------ | ------------------------------------------------------------------------------------------------ | --------------------------------------- | ----------- |
| Premier duel   | Pierre Sang | Tasse de thé       | Promenade dans la médina avec fruits secs                                                        | Marcelle et Odette (personnes âgées)    | Pierre Sang |
| Premier duel   | David       | Tasse de thé       | Balade en Irlande : pancake au sirop d'érable, framboises et fraises caramélisées et short-bread | Marcelle et Odette (personnes âgées)    | Pierre Sang |
| Second duel    | Stéphanie   | Soda               | Deux tartines avec hamburger végétarien et langoustines, et filet de bœuf                        | Deux hommes d'affaires américains       | Stéphanie   |
| Second duel    | Tiffany     | Soda               | Club-sandwich au jambon de pays, crumble, tartare de boeuf avec confiture d'oignons              | Deux hommes d'affaires américains       | Stéphanie   |
| Troisième duel | Paul-Arthur | Coupe de champagne | Gambas rôtie à la plancha et foie gras et sa Saint-Jacques au champagne                          | Ghislaine Arabian et Christian Constant | Fanny       |
| Troisième duel | Fanny       | Coupe de champagne | Carpaccio de St-Jacques, foie-gras poêlé et chutney, gambas à la marmelade d'agrumes             | Ghislaine Arabian et Christian Constant | Fanny       |

A l'issue des dégustations, les candidats découvrent les résultats par un tirage de couteaux. David, Tiffany et Paul-Arthur sont envoyés en dernière chance.

#### Épreuve de ladernière chance
Les chefs demandent à David, Tiffany et Paul-Arthur de réaliser un plat à partir de crustacés et fruits de mer en une heure. Paul-Arthur travaille les coquillages (St-Jacques rôties et coquillages au beurre de gingembre), Tiffany la noix de Saint-Jacques (duo de Saint-Jacques et langoustine, avec une purée topinambour-vanille) et David le crabe (chaud-froid de crabe avec des palourdes marinières et un croustillant de brick). Les plats sont dégustés à l'aveugle par Jean-François Piège, Thierry Marx et Christian Constant, Ghislaine Arabian étant exceptionnellement absente. Après dégustation à l'aveugle, le jury qualifie d'abord le plat de Paul-Arthur, ce qui laisse sur la sellette Tiffany et David. Mais le manque d'assaisonnements oriente finalement le choix du jury et c'est David qui est éliminé,,,,,,,,.

### Épisode 5
Cet épisode est diffusé pour la première fois le lundi 28 février 2011.

#### Épreuvecoup de feu
Les huit candidats doivent réaliser un plat de traiteur en respectant des contraintes : utilisation de volaille, de légumes bio et d'épeautre et le tout dans une barquette transportable. Les réalisations sont jugées par Cyril Lignac et Christelle Bernardé, coprésidente de la maison Dalloyau. Celle-ci est séduite par la «gourmandise bio» de Tiffany et par les rouleaux de ratatouille et volaille laquée d'Alexis. Elle donne finalement la victoire à Tiffany. Celle-ci gagne donc l'immunité, un avantage pour l'épreuve suivante et la commercialisation de son plat chez le traiteur.

#### Épreuve des chefs
Ronan et Stéphanie doivent réaliser une entrée et un plat pour une centaine de personnes à l'occasion d'un mariage, en respectant le cahier des charges des mariés (coquilles Saint-Jacques en entrée avec de la couleur et agneau dans le plat avec de la pomme de terre). Les candidats disposent de sept heures pour cuisiner à bord d'une péniche et ont chacun à leur disposition deux commis parmi les quatre derniers éliminés de la compétition : Stéphanie choisit David puis Matthieu, en alternance avec Ronan qui choisit Adrien et récupère le candidat restant, Abraham. Stéphanie propose en entrée un tartare de St-Jacques, gelée de légumes et pain croustillant, en plat un agneau roulé, pommes boulangères farcies à la compotée d'oignons.  Ronan sert un tartare de St-Jacques, carpaccio de bar et sauce yuzu suivi d'un canon d'agneau, pommes de terres fondantes et fleur de courgette farcie. Les invités dégustent les deux entrées et plats et ce sont les réalisations de Stéphanie qui convainquent majoritairement les invités (66 votes pour le menu de Stéphanie et 39 pour celui de Ronan), mais les chefs Marx et Piège ne sont pas satisfaits des plats proposés par les deux candidats : ils les envoient tous les deux en rattrapage.
Les six autres candidats devront réaliser un plat terre-mer, c'est-à-dire un plat alliant viande et produits de la mer. Tiffany, ayant remporté l'épreuve coup de feu, est chargée de former les binômes pour l'épreuve : elle concourra avec Pierre Sang face à Alexis/Paul-Arthur et Fanny/Ludovic. Les chefs Constant et Arabian imposent les ingrédients : Pierre Sang et Tiffany ont le pigeon et le homard, Alexis et Paul-Arthur doivent cuisiner l'araignée de mer et le ris de veau, Ludovic et Fanny les palerons de bœuf et l'anguille. Dès le début de l'épreuve, les candidats sont surpris : les produits de la mer sont encore vivants dans des aquariums au garde-manger. Au cours de l'épreuve, les chefs viennent également tester les candidats sur leurs connaissances techniques avec des exercices intermédiaires : brider une volaille, monter des blancs en neige et tourner un artichaut. En ratant deux de ces exercices, Tiffany et Pierre Sang disposeront de vingt minutes en moins pour finir leur plat ; Alexis et Paul-Arthur perdent dix minutes. À la fin de l'épreuve, les chefs préfèrent le plat de Tiffany et Pierre Sang. Ces derniers doivent à leur tour déguster et désigner le plat qu'ils aiment le moins parmi les deux restants : Ludovic et Fanny sont sauvés, Paul-Arthur et Alexis partent en dernière chance.

#### Épreuve de ladernière chance
Ronan, Stéphanie, Paul-Arthur et Alexis doivent réaliser une entrée froide en une heure. Les garçons prennent tous les trois des Saint-Jacques, Stéphanie choisit une truite saumonée. Grâce à ce choix, sa Truite saumonnée façon carpaccio, marinade aux baies et huile vanillée, parfaitement réalisée est le coup de cœur du jury. Le Carpaccio de St-Jacques, alliance terre et mer de Paul-Arthur arrive second. Le jury hésite est moins convaincu par les deux autres entrées et qualifie le tartare de St-Jacques et légumes en marinade de Ronan. Les chefs éliminent donc le carpaccio de St-Jacques, tartare de courgettes et légumes, qui manque d'ambition à leur goût. Alexis est donc éliminé,,,,,.

### Épisode 6
Cet épisode est diffusé pour la première fois le 7 mars 2011.

#### Épreuvecoup de feu
Les sept candidats encore en lice doivent revisiter un grand classique de la cuisine française et belge : les moules-frites. Les plats sont goûtés par un jury de personnalités : Laurent Gillard (directeur général des restaurants Léon de Bruxelles), Virginie Lesch (responsable d'un des restaurants de la chaîne), Patrice Levier (chef cuisinier de la chaîne de restaurants), Christophe Le Bihan, (producteur de moules) et l'humoriste belge Virginie Hocq. Ronan réalise des moules à l'espagnole et citron, Stéphanie propose un casse-croûte de moules version sud, Tiffany nomme son plat moules crevettes et pommes croquantes, Pierre Sang propose un partage de moules et pommes de terre, Ludovic associe moules frites, bière, autrement, Paul-Arthur intitule son plat souvenir de l'enfance et enfin Fanny délivre des moules-frites à ma façon.  Les plats de Fanny et Ronan remportent chacun deux points, et celui de Stéphanie un point. Cyril Lignac doit départager les deux premiers : il choisit Fanny, qui gagne l'immunité, un avantage pour l'épreuve suivante et l'honneur de voir son plat proposé dans la chaîne pendant un mois.

#### Épreuves des chefs
Tiffany, Ronan et Ludovic doivent réinventer des entrées et des plats traditionnellement peu appréciés par les enfants. Tiffany doit réinventer une salade d'endives au bleu et aux noix et des quenelles de brochet et chou-fleur ; Elle réalise notamment des cakes aux endives et dessine un bonhomme en ballottines de brochet. Ludovic a à traiter des sardines et pommes à l'huile en entrée, et une langue de bœuf-ratatouille en plat ; il dessine un poisson avec des miettes de sardines et des pommes de terre et tente des clubs sandwich à la langue de bœuf qui dessinent un visage dans une assiette. Ronan doit réinterpréter l'avocat-crevettes et le filet de colin et fricassée de champignons ; il découpe ses avocats et ses crevettes en forme de bonhomme pour séduire les enfants. Au tirage de couteaux, Ludovic découvre deux lames oranges : ses propositions n'ont été appréciées ni par les enfants invités ni par les chefs Piège et Marx. Il part en rattrapage.
Stéphanie, Fanny, Pierre Sang et Paul-Arthur partent au Château de Villiers-le-Bâcle et doivent réaliser des plats du XVIIe siècle dans les conditions et avec le matériel de l'époque. Les chefs Constant et Arabian forment les binômes et décident des plats à réaliser : Stéphanie et Pierre Sang devront préparer un pigeon grillé et potage de culs d'artichauts, Fanny et Paul-Arthur ont droit au canard farci à la sauce douce et concombre farci. Au cours de l'épreuve, Ghislaine Arabian vient annoncer que les binômes sont recomposés et c'est Fanny qui, gardant le plat de canard, peut choisir son nouveau coéquipier, grâce à son avantage remporté précédemment : elle prend Stéphanie. Paul-Arthur part aider Pierre Sang sur le pigeon. Les plats des candidats sont jugés par les chefs et par le propriétaire du château : Yves Lecoq. Les binômes prennent connaissance du verdict par le tirage de trois couteaux, chaque lame donnant le verdict d'un des membres du jury. Les deux hommes du jury ont préféré le plat réalisé par les filles, Ghislaine Arabian le plat des garçons. Ces derniers partent en rattrapage.

#### Épreuve de ladernière chance
Ludovic, Pierre Sang et Paul-Arthur doivent réaliser un plat en une heure autour de la sole. L'assiette de sole cuite au naturel proposée par Paul-Arthur remporte l'épreuve haut la main, et les chefs ne sont pas satisfaits par les réalisations des deux autres candidats. Ils leur imposent de préparer en dix minutes une sole meunière : celle de Pierre Sang est impeccable, celle de Ludovic présente plusieurs erreurs. Le jury décide d'éliminer Ludovic du concours,,,,.

### Épisode 7
Cet épisode est diffusé pour la première fois le lundi 14 mars 2011.

#### Épreuvecoup de feu
Les six candidats sont rejoints dans les vestiaires de Top Chef par Agathe Lecaron et Cyril Lignac qui font apporter six assiettes clochées dissimulant six produits différents. Les candidats choisissent à tour de rôle une assiette et découvrent en déclochant quel produit ils devront transformer pour le faire apprécier à un jury composé de trois personnalités anglaises : Alex Taylor, Louise Ekland et David Lowe.
- Ronan décloche une assiette d'escargots de Bourgogne et réalise des fish and chips d'escargots[70].
- Fanny tire le boudin noir et prépare un boudin noir, confit de poires et d'échalotes[71].
- Stéphanie découvre le steak de cheval et réalise un steak de cheval en émincé au caramel de gingembre[72].
- Tiffany se retrouve avec les cuisses de grenouille et cuisine des beignets de cuisses de grenouille[73].
- Pierre Sang travaille la langue d'agneau en beignets de langue d'agneau au champagne[74].
- Paul-Arthur avec l'andouillette propose un cromesquis d'angouillette[75].

Les assiettes sont dégustées par les trois personnalités anglaises et Cyril Lignac. Ceux-ci dégustent les plats et ne prennent connaissance du produit qu'après chaque dégustation. Après avoir goûté aux six assiettes, David Lowe vote pour les fish and chips d'escargots. Louise Ekland et Alex Taylor votent tous les deux pour le boudin noir. Fanny remporte donc l'épreuve et un avantage pour l'épreuve suivante.

#### Épreuve des chefs: la guerre des restos
Les candidats sont répartis en deux groupes pour l'épreuve de « la guerre des restos ». Les filles sont opposées aux garçons, et grâce à son avantage, Fanny choisit le restaurant pour son équipe parmi les deux établissements voisins proposés dans le quartier de La Madeleine à Paris. Les deux équipes ont 48 heures pour créer un menu, s'occuper de la décoration et gérer le service.
Paul-Arthur, Ronan et Pierre Sang ouvrent « Le Jardin des garçons », un restaurant aux airs de potager, avec deux lapins. Les candidats portent des bottes de ferme. Leur menu à 45 euros comprend des mises en bouche de légumes (carotte fane à la tempura, baguette provençale et tapenade à l'olive noire), en entrée une soupe à l'oignon (soupe à l'oignon revisitée, tartine aux légumes et à l'huile de noisettes), en plat une volaille farcie aux champignons de Paris et sauce au vin jaune. Le dessert est intitulé meringue aux citrons verts et jaunes sur lit de fruits exotiques.
Fanny, Stéphanie et Tiffany nomment leur restaurant « L Cuisinent » , avec une ambiance moderne et raffinée et une déco épurée. Leur menu à 45 euros propose un amuse-bouche composé d'un milkshake à la noisette, puis en entrée un sablé à la châtaigne, fondant de mimolette et petits légumes, en plat un dos de bar poché sur lit de champignons et bouillon de crevettes grises, et pour terminer des poires rôties aux baies et émulsion vanille.
C'est un jury de 15 personnes qui teste les deux restaurants et vote : les chefs Ghislaine Arabian, Christian Constant, Thierry Marx et Cyril Lignac, les anciens candidats de la première saison Grégory Cuilleron, Alexandre Dionisio et Benjamin Kalifa, Dave et Sophie Edelstein (membres du jury de la France a un incroyable talent), trois danseuses du Crazy Horse, et enfin André Poës, ancien inspecteur du guide Michelin, accompagné de deux personnes. Les filles remportent l'épreuve avec 14 votes contre 1 et sont qualifiées pour les quarts de finale.

#### Épreuve de ladernière chance
Paul-Arthur, Pierre Sang et Ronan doivent préparer un plat avec du canard avec deux cuissons différentes. Paul-Arthur remporte l'épreuve à l'unanimité avec un Canard colvert aux deux cuissons, et Pierre Sang est le deuxième repêché avec un Canard en deux cuissons façon pot au feu. Avec un Colvert aux amandes et légumes d'automne dont la sauce déçoit le jury, Ronan est éliminé,,,,,,.

### Épisode 8 - Quarts de finale
Cet épisode est diffusé pour la première fois le lundi 21 mars 2011.

#### Épreuvecoup de feu
Cyril Lignac et Agathe Lecaron apportent des cafés aux cinq candidats restants dans les vestiaires de Top Chef. Les candidats doivent ensuite réaliser une assiette de trois mignardises pour accompagner le café. Des personnalités de la télévision viennent les perturber pendant l'épreuve : les animateurs Valérie Damidot (D&CO), Jérôme Anthony (X Factor), Laurent Boyer (parti sur France 3 animer Midi en France), le comédien Gérard Hernandez (Scènes de ménages) et de Catherine Rambert, directrice de la rédaction du magazine Télé Star. Ces personnalités forment le jury qui va goûter les propositions des candidats, accompagné de Cyril Lignac. Paul-Arthur remporte l'épreuve avec trois voix, contre deux pour Tiffany. Il gagne l'immunité et donc sa place pour les demi-finales, ainsi que la publication d'un mini-livret de ses recettes dans Télé Star.

#### Deuxième épreuve
Les quatre candidats restants se rendent au Théâtre Mogador et doivent préparer en binôme deux cents pièces de cocktail en trois heures. Les binômes sont associés par Christian Constant : Pierre Sang et Stéphanie forment l'équipe orange tandis que Fanny travaille avec Tiffany au sein de l'équipe grise. Le binôme gagnant sera celui qui remportera le plus de voix parmi les votes des spectateurs et ce sont les chefs Constant et Arabian qui désigneront le candidat le plus méritant au sein du binôme gagnant.
Chaque candidat doit réaliser cinquante pièces de deux types de bouchées en se répartissant au sein de chaque équipe la volaille, le poisson, les abats et les fruits et légumes.
Une épreuve intermédiaire permet à une des deux équipes de gagner 10 votes. Un candidat de chaque équipe doit prendre sur son temps pour réaliser 20 toasts pour la troupe de la comédie musicale Mamma Mia ! en 20 minutes. Pierre Sang remporte cette épreuve face à Fanny et fait profiter son équipe des 10 votes.
| Produit              | Équipe orange (Pierre Sang et Stéphanie)                                      | Équipe grise (Fanny et Tiffany)                                                |
| -------------------- | ----------------------------------------------------------------------------- | ------------------------------------------------------------------------------ |
| Bouchée de poisson   | Rillettes de maquereau et gambas (Pierre Sang)                                | Filet de maquereau mariné et gambas (Fanny)                                    |
| Bouchée végétarienne | Guacamole, raisin caramélisé, radis (Pierre Sang)                             | Crêpe fourrée au caviar d'aubergine, tomates confites et champignons (Tiffany) |
| Bouchée de volaille  | Roulé de volaille à la carotte sur fine tranche de rôti de veau (Stéphanie)   | Ballottine de volaille aux herbes sur purée de topinambours (Tiffany)          |
| Bouchée d'abats      | Ris de veau caramélisé, trompettes de la mort et mikados de pomme (Stéphanie) | Ris de veau braisé sur jus de légumes (Fanny)                                  |
| Toast                | Veau sauté et trompettes de la mort (Pierre Sang)                             | Gambas poêlée, radis et brunoise de pomme (Fanny)                              |

Les spectateurs et les chefs Constant et Arabian goûtent les préparations des candidats. Chaque dégustant goûte une bouchée (poisson, végétarienne, etc.) d'une équipe ainsi que celle qui lui correspond dans l'équipe opposée, puis vote pour celle qu'il préfère. Avec 104 votes sur 188 votants, l'équipe orange gagne cette épreuve.
Les chefs doivent ensuite désigner le membre de cette équipe qu'ils qualifient pour la demi-finale : c'est Pierre Sang qui gagne sa place. Stéphane Rotenberg précise que le public, par ses votes, a également plébiscité les bouchées de Pierre Sang.

#### Troisième épreuve
Fanny, Tiffany et Stéphanie ont rendez-vous dans la cité Dupetit-Thouars dans le 3e arrondissement de Paris avec les chefs Marx et Piège. Elles vont devoir préparer en trois heures un buffet entrée, plat et dessert à l'occasion de la fête des voisins dans des cuisines de particuliers avec ce qu'elles vont trouver dans leurs placards et réfrigérateur. Stéphanie ayant fait partie du binôme vainqueur de la dernière épreuve, elle peut choisir sa cuisine et imposer le choix des deux autres cuisines à ses deux adversaires. Stéphanie a un coup de cœur pour les produits du sud dans la seconde cuisine, qui est la plus petite. Mais elle décide de se lancer un challenge en retenant la troisième cuisine, avec des produits industriels.
- Stéphanie prend donc la grande cuisine spacieuse, avec des produits industriels.
- Tiffany est affectée par Stéphanie dans la cuisine de taille moyenne, avec des produits bio.
- Fanny hérite de la petite cuisine, avec des produits du sud.

Des embûches viennent ponctuer l'épreuve : dès le début, les chefs confisquent les couteaux professionnels des candidates ; par la suite les propriétaires des appartements viennent les aider puis pendant 20 minutes les candidates ne peuvent rien toucher, leurs commis prenant leur place. Enfin, dans la cuisine de Stéphanie, plusieurs coupures de courant perturbent la fin des préparatifs.
| Plat      | Entrée                                                                         | Plat                                                                            | Dessert                                              |
| --------- | ------------------------------------------------------------------------------ | ------------------------------------------------------------------------------- | ---------------------------------------------------- |
| Stéphanie | Verrine de brouillade à la tapenade, concombre et gaspacho de tomates          | Pâtes à la bolognaise, confit de tomates et mozzarella                          | Crémeux chocolat-noisettes, milk-shake à la vanille  |
| Fanny     | Champignons farcis à l'agneau et mozzarella burrata                            | Rôti de bœuf farci de jambon ibérique, pommes de terre ratte en robe des champs | Confit de pommes et d'abricots, crumble et faisselle |
| Tiffany   | Salade fraîcheur de gambas cuites et marinées dans du curry et de la coriandre | Veau rosé sur purée de courge butternut et potimarron                           | Crumble de pommes et de poires bio aux amandes       |

À la fin de la préparation, les candidates présentent leurs plats aux voisins, aux candidats déjà qualifiés Paul-Arthur et Pierre Sang et aux chefs Thierry Marx et jean-François Piège. Les voisins votent ensuite avec des bulletins colorés. Au dépouillement, Tiffany et Fanny arrivent en tête. Les chefs doivent départager ces deux candidates : ils choisissent Fanny, qui est donc qualifiée à son tour en demi-finale.

#### Épreuve de ladernière chance
Stéphanie et Tiffany doivent réaliser un plat autour du râble de lièvre. Aucune des deux candidates n'aime le gibier. Tiffany travaille le lièvre comme un hachis parmentier et propose un Râble de lièvre aux saveurs d'automne. Stéphanie essaye de réaliser un plat avec beaucoup de relief et sert un Râble de lièvre rôti, racines d'automne et jus goûteux. Les chefs Christian Constant, Ghislaine Arabian, Thierry Marx et Jean-François Piège dégustent les deux plats à l'aveugle et hésitent longuement entre le hachis parmentier qu'ils trouvent créatif et le râble rôti qu'ils trouvent plus technique mais juste en cuisson. Les chefs choisissent finalement le râble rôti, qui permet à Stéphanie d'aller en demi-finale. Tiffany est éliminée,,,,,.

### Épisode 9 - Demi-finale
Cet épisode est diffusé pour la première fois le lundi 28 mars 2011.

#### Première épreuve
Les quatre demi-finalistes sont accompagnés par Cyril Lignac en limousine jusqu'à l'hôtel Meurice pour y passer un moment de détente. Ils y sont accueillis par le chef du restaurant triplement étoilé, Yannick Alléno. Celui-ci les convie à dîner dans le salon Pompadour et leur sert sa « volaille en quatre services » avant leur offrir une nuit dans l'hôtel. Dans leur chambre, les candidats reçoivent une lettre annonçant qu'ils devront préparer à leur tour le lendemain un plat en quatre services, autour de l'agneau. Ils sont réveillés par les chefs Constant et Arabian à cinq heures du matin pour commencer l'épreuve qui permet une qualification directe pour la finale.
Les candidats ont quatre heures pour préparer leur menu en quatre plats en utilisant à chaque fois un morceau d'agneau : l'épaule, le gigot, le carré et les rognons. Ces plats devront également avoir une cohérence et « raconter une histoire ». Le chef Alléno est présent en cuisine aux côtés des candidats, les observe et les questionne, tout en leur mettant la pression.  
| Plat        | 1er temps                                                   | 2e temps                                                                | 3e temps                                                         | 4e temps                                       |
| ----------- | ----------------------------------------------------------- | ----------------------------------------------------------------------- | ---------------------------------------------------------------- | ---------------------------------------------- |
| Fanny       | Le kebab d'agneau revisité et son confit d'oignons          | Le parmentier d'agneau aux saveurs orientales                           | Côtes d'agneau et ses légumes glacés                             | Bouillon d'agneau et sa raviole fromagère      |
| Paul-Arthur | Carpaccio de gigot d'agneau rosé et sa marinade de poivrons | Épaule d'agneau confite et ses carottes au naturel                      | Carré d'agneau cuit dans son jus et poivrons confits             | Rognons d'agneau tièdes et endives en salade   |
| Pierre Sang | Fricassée de rognons d'agneau sauce moutarde                | Gigot d'agneau cuit à la broche, palet de pomme de terre et champignons | Épaule d'agneau confite farcie aux champignons et pignons de pin | Carré d'agneau et ses légumes de saison        |
| Stéphanie   | Le carpaccio d'agneau mariné aux saveurs méditerranéennes   | Raviole d'épaule d'agneau braisé et son bouillon de couscous            | Gigot d'agneau cuit à la broche et son duo d'artichauts          | Rognons d'agneau et ses chanterelles acidulées |

Chaque plat est dégusté par Yannick Alléno avec le candidat concerné, mais aussi par les chefs Ghislaine Arabian et Christian Constant. Après la dégustation, les candidats prennent connaissance du vote du chef Alléno et du vote des chefs par un double tirage de couteaux, l'unanimité des votes étant nécessaire pour obtenir une qualification. Au tirage du premier couteau, Pierre Sang découvre une lame verte montrant que ses plats ont été préférés par Yannick Alléno. Les candidats tirent ensuite le second couteau et Pierre Sang découvre une seconde lame verte. Il est donc directement qualifié en finale.

#### Deuxième épreuve
Les trois autres candidats sont de retour dans les cuisines de Top Chef, où Stéphane Rotenberg leur présente Philippe Etchebest, chef deux étoiles et meilleur ouvrier de France. Philippe Etchebest présente aux candidats un de ses plats à base de cabillaud. Les candidats ont dix minutes pour analyser et goûter le plat et deux heures pour tenter de le reproduire à l'identique.
Le plat à reproduire est un cabillaud mariné et poêlé, maki de mangue et noodles à la noix de coco. Aucun des candidats ne trouve l'ensemble des ingrédients, des assaisonnements ou des dosages. Paul-Arthur ne détecte pas que le cabillaud est mariné. Fanny n'arrive pas à doser correctement l'agar-agar pour gélifier son voile de lait de coco. Stéphanie rencontre des problèmes avec sa gelée de betteraves, insuffisamment collée, et décide de la refondre à la dernière minute, ce qui la met en difficulté pour son dressage : elle n'a pas le temps de placer les bâtonnets de pomme. De son côté, Paul-Arthur a oublié de mettre les éléments croustillants. Fanny est la seule à envoyer une assiette avec tous les éléments de dressage, ce qui lui donne espoir.
Les plats sont jugés d'une part par Philippe Etchebest et Cyril Lignac, et d'autre part par les parents des candidats et Pierre Sang. Ces derniers vont comparer à l'aveugle les plats des candidats avec le plat original, et attribueront chacun 4 points au plat qu'ils auront trouvé le plus proche de celui du chef et 2 points au deuxième.
Les candidats visionnent la dégustation sur un écran dans les vestiaires de Top Chef et découvrent alors la présence de leurs proches : le père de Fanny, le père de Paul-Arthur et la mère de Stéphanie.
| Juré                           | Plat de Stéphanie | Plat de Fanny | Plat de Paul-Arthur |
| ------------------------------ | ----------------- | ------------- | ------------------- |
| Robert, le père de Fanny       |                   | 2 points      | 4 points            |
| Daniel, le père de Paul-Arthur | 4 points          | 2 points      |                     |
| Patricia, la mère de Stéphanie | 2 points          | 4 points      |                     |
| Pierre Sang                    |                   | 2 points      | 4 points            |
| Score total                    | 6 points          | 10 points     | 8 points            |

Les trois candidats viennent en cuisine face à leurs proches, pour une cérémonie de tirage de couteaux. Fanny tire une lame verte, signe que Philippe Etchebest a préféré sa réalisation. Les candidats écoutent ensuite l'énoncé des votes des proches des candidats. Fanny recueille le plus de points. Décrochant l'unanimité des deux jurys, elle rejoint Pierre Sang en finale.

#### Troisième épreuve
Stéphanie et Paul-Arthur ont rendez-vous sur le parvis du Trocadéro, sur fond de Tour Eiffel. Ils vont devoir réinventer trois plats de la street food : le croque-monsieur, la pizza et le burrito, le tout dans une petite camionnette équipée.
Un groupe de touristes et les qualifiés Fanny et Pierre Sang votent pour le candidat dont ils préfèrent les plats : à 10 votes contre 1, Paul-Arthur remporte le vote du public.
Les chefs Marx et Piège doivent désigner à leur tour à l'aveugle le meilleur trio de réalisations. Contrairement au public, ils choisissent Stéphanie. Les deux candidats n'ayant pas remporté l'unanimité auprès du public et des chefs, ils vont devoir passer une dernière épreuve.

#### Épreuve de la dernière chance
Les chefs demandent à Stéphanie et Paul-Arthur de réaliser un plat autour du saumon. En proposant l'un des meilleurs plats de la saison selon Jean-François Piège, Stéphanie remporte la dernière place pour la finale. Paul-Arthur est éliminé,,,,,.

### Semaine 10 - Finale
Cet épisode est diffusé pour la première fois le lundi 4 avril 2011.
Contrairement à la première saison, la finale se déroule entièrement en direct au Trianon Palace. Les trois finalistes ont préparé à l'avance un menu qu'ils ont préparé toute la journée avec une équipe constituée par eux-mêmes parmi leurs proches ou collaborateurs, en direct sur le site web de M6 et de façon ponctuelle sur la chaîne tout au long de la préparation. Deux épreuves successives permettent de sélectionner les deux candidats dont le menu est goûté par un jury de 105 personnes, constitués des cinq chefs de l'émission, les candidats éliminés et de téléspectateurs sélectionnés pour participer à cette dégustation. Le menu du troisième candidat est reconditionné afin d'être servi aux bénévoles du Secours populaire.
Stéphanie est la première sélectionnée par les cinq chefs lors de l'épreuve demandant aux candidats de revisiter la tomate-mozzarella, puis Fanny s'impose 3 voix à 2 face à Pierre Sang en revisitant les petits pois-carottes.
Dans l'affrontement final, alors que Fanny reçoit la faveur unanime du jury des chefs, Stéphanie est plébiscitée par les téléspectateurs et les anciens candidats (dont seuls Pierre Sang et Tiffany ont voté pour Fanny). Stéphanie remporte donc la deuxième édition de Top Chef et les 100 000 €.
Agathe Lecaron remet en parallèle à Tiffany Depardieu le prix de Top Chef du web (avec un gain de 10 000 €) attribué par les votes d'internautes pour sa « recette coup de cœur » : un « saumon en deux cuissons, écrasée de pommes de terre aux noisettes, sauce vierge revisitée »,,,,,,.

## Audiences
| Épisode | Jour et horaire de diffusion          | Téléspectateurs en million(s) | Parts de marché (sur les 4 ans et plus) | Référence |
| ------- | ------------------------------------- | ----------------------------- | --------------------------------------- | --------- |
| 1       | Lundi 31 janvier 2011                 | 430 896                       | 25,4 %                                  |           |
| 2       | Lundi 7 février 2011                  | 419 518                       | 26,8 %                                  |           |
| 3       | Lundi 14 février 2011                 | 403 139                       | 27,1 %                                  |           |
| 4       | Lundi 21 février 2011                 | 417 037                       | 25,0 %                                  |           |
| 5       | Lundi 28 février 2011                 | 420 976                       | 25,6 %                                  |           |
| 6       | Lundi 7 mars 2011                     | 471 957                       |                                         | [ 114 ]   |
| 7       | Lundi 14 mars 2011                    | 440 189                       |                                         | [ 115 ]   |
| 8       | Lundi 21 mars 2011                    | 479 536                       |                                         | [ 116 ]   |
| 9       | Lundi 28 mars 2011 (Demi-finale)      | 445 478                       | 31,4 %                                  | [ 117 ]   |
| 10      | Lundi 4 avril 2011 (Finale en direct) | 436 600                       | 34,8 %                                  | [ 118 ]   |

| Épisode | Jour et horaire de diffusion                      | Téléspectateurs en million(s) | Parts de marché (sur les 4 ans et plus) | Référence |
| ------- | ------------------------------------------------- | ----------------------------- | --------------------------------------- | --------- |
| 1       | Lundi 31 janvier 2011 20:50-23:50                 | 3 178 000                     | 15,9 %                                  | [ 119 ]   |
| 2       | Lundi 7 février 2011 20:50-23:50                  | 3 412 000                     | 15,9 %                                  | [ 120 ]   |
| 3       | Lundi 14 février 2011 20:50-23:50                 | 3 149 000                     | 14,8 %                                  | [ 121 ]   |
| 4       | Lundi 21 février 2011 20:50-23:50                 | 3 346 000                     | 15,1 %                                  | [ 122 ]   |
| 5       | Lundi 28 février 2011 20:50-23:50                 | 4 170 000                     | 18,1 %                                  | ,         |
| 6       | Lundi 7 mars 2011 20:50-23:50                     | 3 773 000                     | 17,4 %                                  | [ 125 ]   |
| 7       | Lundi 14 mars 2011 20:50-23:50                    | 3 741 000                     | 17,1 %                                  | [ 126 ]   |
| 8       | Lundi 21 mars 2011 20:50-23:50                    | 3 507 000                     | 17,2 %                                  | [ 127 ]   |
| 9       | Lundi 28 mars 2011 (Demi-finale) 20:50-23:50      | 4 088 000                     | 18,8 %                                  | [ 128 ]   |
| 10      | Lundi 4 avril 2011 (Finale en direct) 20:50-00:00 | 4 180 000                     | 20,2 %                                  | ,         |

| Légende : Saison 2 |

Légende :
Fond vert = Meilleure audience.
Fond rouge = Moins bonne audience.